# MeetFactory

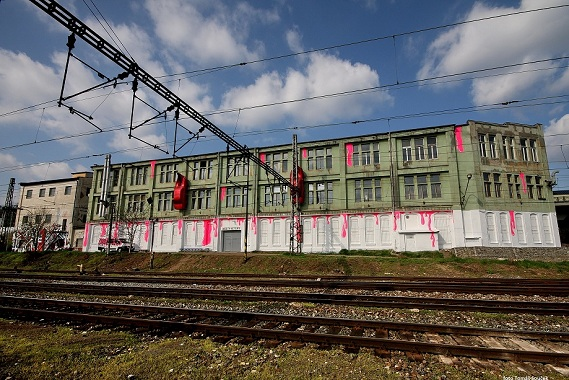
Edificio de la MeetFactory

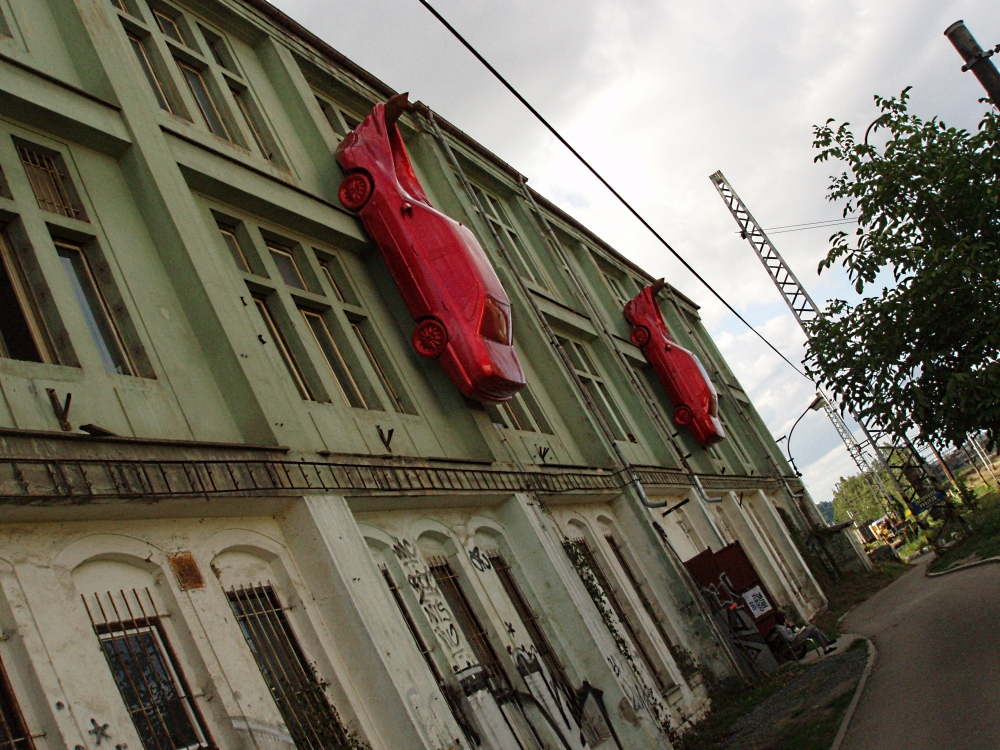
Los coches colgados en la MeetFactory (obra de David Černý)

MeetFactory es un centro internacional de arte contemporáneo de Praga, República Checa. Fue fundado en 2001 por David Černý. Se trata de un centro sin ánimo de lucro. Es un espacio destinado a la realización y desarrollo del arte vivo ubicado en una plataforma independiente. Su objetivo es crear diálogo entre los distintos géneros de arte y hacer el arte más accesible para el gran público. El consejo de administración, formado por el artista David Černý, el músico David Koller y la directora de cine y teatro Alice Nellis, decide sus proyectos. Su programa tiene cuatro líneas principales: música, teatro, galerías, residencia de artistas.

## Historia y ubicación
Originalmente se encontraba en el barrio de Praga llamado Holešovice pero a causa de las inundaciones de 2002 tuvieron que cerrarlo. Tres años después se recuperó el proyecto en el barrio de Smíchov y tras largas renovaciones el programa empezó a funcionar en 2007. El programa que vertebra el proyecto está compuesto por cuatro puntos:
- Música. Promoción y presentación de la música independiente a nivel internacional. MeetFactory organiza con periodicidad mensual entre seis y ocho actuaciones musicales.
- Teatro. El programa de teatro se centra en la representación de obras contemporáneas, aunque también en proyectos interdisciplinares que involucren a músicos o artistas visuales.
- Galerías de arte. MeeFactory dispone de tres espacios para la exposición de obras: Galería Meetfactory, Galería Kostka y Galería Wall.
- Programa Internacional de Residencia de Artistas. Este programa, el mayor en República Checa, proporciona 15 estudios que anualmente acogen a 30 artistas internacionales y de República Checa entre los que se encuentran : artistas visuales, curadores, músicos, directores de teatro y escritores.

## Españoles en la MeetFactory

### Residentes
- Eduardo Balanza (desde el 1 de octubre de 2010 al 31 de octubre de 2010)
- Ivan Izquierdo (desde el 10 de marzo de 2014 al 30 de mayo de 2014)
- Martin Llavaneras (desde el 2 de septiembre de 2013 al 15 de septiembre de 2013)
- Asunción Molinos Gordo (desde el 14 de septiembre de 2016 al 14 de octubre de 2016)

### Teatro
- Carlos Be - Woman in a taxi crossing New York[2]